# Juan Carlos Jacinto
Juan Carlos Jacinto Jiménez (2 de julio de 1978) es un deportista dominicano que compitió en judo. Ganó una medalla en los Juegos Panamericanos de 1999 y siete medallas en el Campeonato Panamericano de Judo entre los años 1998 y 2008.

## Palmarés internacional
| Juegos Panamericanos    | Juegos Panamericanos            | Juegos Panamericanos | Juegos Panamericanos |
| Año                     | Lugar                           | Medalla              | Categoría            |
| ----------------------- | ------------------------------- | -------------------- | -------------------- |
| 1999                    | Winnipeg (Canadá)               | Medalla de bronce    | –60 kg               |
| Campeonato Panamericano |                                 |                      |                      |
| Año                     | Lugar                           | Medalla              | Categoría            |
| 1998                    | Santo Domingo (Rep. Dominicana) | Medalla de bronce    | –60 kg               |
| 2000                    | Orlando (Estados Unidos)        | Medalla de bronce    | –60 kg               |
| 2001                    | Córdoba (Argentina)             | Medalla de bronce    | –66 kg               |
| 2002                    | Santo Domingo (Rep. Dominicana) | Medalla de bronce    | –66 kg               |
| 2003                    | Salvador (Brasil)               | Medalla de plata     | –66 kg               |
| 2005                    | Caguas (Puerto Rico)            | Medalla de plata     | –66 kg               |
| 2008                    | Miami (Estados Unidos)          | Medalla de bronce    | –66 kg               |